# هاميلتون كادي
هاميلتون كادي (بالإنجليزية: Hamilton Cady)‏ هو كيميائي أمريكي، ولد في 2 مايو 1874 في كونسول غروف في الولايات المتحدة، وتوفي في 26 مايو 1943 في لورانس في الولايات المتحدة.